# Eastchester (New York, város)
Eastchester város az USA New York államában, Westchester megyében. Lakosainak száma 34 641 fő (2020. április 1.).

## Népesség
A település népességének változása:

| 2010 | 32 363 |
| 2020 | 34 641 |